# Conor Oberst
Conor Mullen Oberst (Omaha, Nebraska; 15 de febrero de 1980) es un cantautor estadounidense, más conocido por su trabajo en el grupo de indie rock Bright Eyes. También ha colaborado en otros grupos, incluyendo Desaparecidos, Commander Venus, Park Ave. y su último proyecto junto a Phoebe Bridgers Better Oblivion Community Center, y es cofundador y socio ejecutivo del sello independiente Team Love y Saddle Creek Records.

## Carrera musical

### Biografía
Es hijo de Matthew Oberst, Sr., un directivo de Mutual of Omaha, y de Nancy Oberst, directora de una escuela primaria. Tiene dos hermanos mayores, Justin Oberst, abogado, y Matthew Oberst, Jr., músico, conocido por la banda Sorry About Dresden. La madre de Conor refiere que él comenzó a cantar y tocar el piano desde que tenía dos años de edad. Además de su hermano Matt, el padre de Conor también fue músico y tocó la guitarra y el piano para varias bandas en su juventud, y juntos enseñaron a Conor a tocar la guitarra a la edad de 10 años. Al mismo tiempo que conocía los acordes, él también escribía canciones.
Oberst empezó su carrera musical a la edad de 13 años mientras cursaba el séptimo grado en St. Pius X. Una noche de 1992, Ted Stevens (de Mayday y Cursive) invitó a Oberst a subir al escenario. Bill Hoover, quien había asistido, invitó a Oberst unas semanas después a tocar por su cuenta. En ese corto período, Oberst escribió suficientes canciones como para completar una presentación, estableciéndose como compositor.  Poco después, Oberst grabó su nuevo repertorio en el sótano de la casa de sus padres, con la ayuda de una grabadora de casseettes de 4 tracks, propiedad de su padre y una guitarra acústica. 
A mediados de 1993, Oberst lanzó por su cuenta el álbum debut Water, en un casete. El lanzamiento lo financió su hermano Justin en lo que llamaron Lumberjack Records, misma que después se convertiría en el sello indie Saddle Creek, llegando a ser fundadores y actuales ejecutivos del sello. Seis meses después, en 1994, Oberst lanzó el álbum, Here's to Special Treatment, bajo el sello Sing, Eunuchs!.
Muy poco tiempo después de sus grabaciones, Oberst comenzó a tocar junto a Tim Kasher (The Good Life), Rob Nansel y Todd Fink (de The Faint). Los cuatro formaron Commander Venus a mediados de 1995.
Here's to Special Treatment fue seguido de The Soundtrack to My Movie de 1996, un casete lanzado por Sing Eunuchs!. Kill the Monster Before It Eats Baby, un vinyl de 7" con Bill Hoover, lanzado por la misma época. Aunque él estaba muy complacido con éstas realizaciones, desde entonces él las ha calificado como "ridículas." .

### Commander Venus
Oberst formó Commander Venus en 1994 junto con Tim Kasher (Cursive, The Good Life), Todd Baechle (The Faint) y Robb Nansel. Kasher posteriormente formó Cursive, Baechle vocalista para The Faint y Nansel era el cofundador de Saddle Creek Records. Solo realizaron dos álbumes: Do You Feel at Home (1995) y The Este último es considerado por muchos ser un trabajo seminal en el género del emo. Kasher abandonó el grupo cuando estaban a punto de entrar al estudio a grabar lo que sería su segundo álbum, y fue substituido por Ben Armstrong. En 1998, cuando el grupo empezaba destacar dentro de la escena, decidieron separarse.

### Park Ave.
En enero de 1996, aprovechando su multi-instrumentalismo, Conor decide iniciar con esta banda tocando la batería, uniéndose con Clark Baechle (The Faint), Neely Jenkins, Jamie Williams y Jenn Bernard, unidos por el deseo de hacer música pop. Algo interesante es que ningún integrante podría tocar su respectivo instrumento que habrían tocado en alguna banda anterior. Solo teniendo una presentación de aprox. 15 minutos. Se separan en 1999, cuando uno de sus integrantes, Jamie Williams decide mudarse a Londres por cuestiones laborales, pero antes grabando para lo que sería su primer y único álbum.

## Influencias
Sus principales influencias son: Neil Young, Blind Melon, Led Zeppelin, The Beatles, The Rolling Stones, Bob Dylan, Pink Floyd, Dire Straits, BB King, Jimi Hendrix, Bob Marley, The Doors, CCR, The Who, Elliott Smith, Guns N Roses, The Band, Ramones, Otis Redding, Johnny Cash, The Allman Brothers, Gov't Mule, Tom Petty, David Bowie, Elvis Costello y Bruce Springsteen

## Discografía

### Como Conor Oberst
| Título                               | Año  | Discográfica     | Formato(s) | Notas                          |  |
| ------------------------------------ | ---- | ---------------- | ---------- | ------------------------------ |  |
| Water                                | 1993 | Lumberjack       | casete     |                                |  |
| Here's to Special Treatment          | 1994 | Sing, Eunuchs!   | casete     |                                |  |
| The Soundtrack to My Movie           | 1996 | Sing, Eunuchs!   | casete     |                                |  |
| Kill the Monster Before It Eats Baby | 1996 | Sing, Eunuchs!   | 7"         | EP compartido con Bill Hoover. |  |
| Conor Oberst                         | 2008 | Merge Records    | CD, LP     |                                |  |
| Upside Down Mountain                 | 2014 | Nonesuch Records | CD         |                                |  |

### En bandas
Bright Eyes, 
Commander Venus, 
Desaparecidos, 
Park Ave.

## Curiosidades
- Oberst es vegetariano y apoya a PETA.[1]
- Solía ser vegano pero ahora es pescateriano.
- Fue satirizado en The Onion.[2]
- La cantante de Tilly and the Wall, Neely Jenkins, fue su amiga de la infancia. En el pasado fueron novios, pero eso quedó atrás.
- Fue a la universidad por un tiempo, pero se retiró después de unos años para seguir con su carrera musical después de que su mánager de gira se lo aconsejara.
- Aparece mencionado en un capítulo de la novela "Freedom" de Jonathan Franzen

### Entrevistas
- New York Magazine: Bright Eyes' Conor Oberst Finds Inspiration in New York (01.07.05)
- NPR: A Chat with Conor Oberst of Bright Eyes (01.14.05)

- Datos: Q550900
- Multimedia: Conor Oberst / Q550900